# كارل مولر (عالم آثار كلاسيكية)
كارل مولر (بالألمانية: Karl Otfried Müller)‏ (و. 1797 – 1840 م) هو عالم آثار كلاسيكية، وعالم لغوي كلاسيكي، وأستاذ جامعي، وميثوغرافيا، ومؤرخ العصور القديمة الكلاسيكية ‏، وعالم نقائش ‏، وعالم عملات، وباحث في تاريخ العصور الكلاسيكية من مملكة بروسيا، كان عضوًا في الأكاديمية البروسية للعلوم، وأكاديمية العلوم في غوتينغن، وأكاديمية النقوش والرسائل الجميلة، والأكاديمية البافارية للعلوم والعلوم الإنسانية، والمعهد الألماني للآثار، والأكاديمية الملكية الهولندية للفنون والعلوم، توفي في أثينا، عن عمر يناهز 43 عاماً.

## مناصب
تولى منصب court counsel ‏ (منذ 1832)
- أستاذ متفرغ  [لغات أخرى]‏، في جامعة غوتينغن (1823–1 أغسطس 1840)
- أستاذ مشارك، في جامعة غوتينغن (يوليو 1819–1823)

.

## التعليم
تعلم في University of Berlin ‏، في تخصص فقه اللغات الكلاسيكية ‏، وتحصل منها على دكتوراه (1816–1818)، وتعلم في جامعة فروتسواف (1814–1816)
.

## روابط خارجية
- كارل مولر على موقع الموسوعة البريطانية (الإنجليزية)